# 歩兵第104連隊
歩兵第104連隊（ほへいだい104れんたい、歩兵第百四聯隊）は、大日本帝国陸軍の連隊のひとつ。

## 沿革
- 1937年（昭和12年）

9月9日 - 動員下令
9月16日 - 軍旗拝受
9月19日 - 編成完結
10月2日 - 上海呉淞に上陸、三家村、劉家行で戦闘し中国軍を追撃する
12月1日 - 江陰を占領し揚子江を渡河、津浦線を遮断する
- 1938年（昭和13年）

年初 - 准陽平地の戦いののちに臨准関の警備にあたる
4月末 - 徐州会戦に参加
5月19日 - 徐州を占領し、宿州、蒙城県、寿県に進撃する
8月15日 - 武漢作戦に参加、補給困難が続き猛暑の中でマラリア患者を多数出す
11月 - 麻城、中舘駅などで鉄道警備にあたる
- 1939年（昭和14年）

4月 - 襄東作戦に参加、大洪山系を超え安陸に進出
- 1940年（昭和15年）

5月 - 宜昌作戦に参加、八角廟から新街、平林で戦闘する
6月 - 第二期作戦開始、安福を経て宜昌を占領する
- 1941年（昭和16年）9月 - 宜昌にて中国軍の大攻勢受け圧迫されるも防衛に成功する
- 1942年（昭和17年）

3月 - 東陽の警備にあたる
10月 - 済渓河の警備にあたる
- 1943年（昭和18年）

2月 - 連隊主力は江北殲滅作戦に参加、第3大隊のみ別行動
11月 - 常徳殲滅作戦に参加
- 1944年（昭和19年）

5月 - 応城、武漢を経て威寧に集結し湘桂作戦に参加
9月 - 灌陽に駐留
11月 - 貴州省に進出し独山を占領
12月 - 作戦終了し恩思の警備にあたる
- 1945年（昭和20年）

4月 - 都安作戦に参加
5月 - 湘桂作戦に参加
7月 - 桂林に駐留
8月 - 終戦
8月17日 - 終戦を確認
8月23日 - 衡陽郊外の三板橋にて軍旗奉焼し、9月2日に長沙に到着

## 歴代連隊長
| 代 | 氏名       | 在任期間    | 備考 |
| -- | ---------- | ----------- | ---- |
| 1  | 田代元俊   | 1937.9.9 -  |      |
| 2  | 里見金二   | 1938.4.15 - |      |
| 3  | 柴田夘一   | 1939.1.31 - |      |
| 4  | 相田俊二   | 1940.8.1 -  |      |
| 5  | 海福三千雄 | 1942.8.1 -  |      |
| 末 | 野口義男   | 1945.2.20 - |      |